# Ramsele-Edsele församling
Ramsele-Edsele församling är en församling  i Ådalens kontrakt i Härnösands stift. Församlingen ingår i Sollefteå pastorat och ligger i Sollefteå kommun i Västernorrlands län (Ångermanland).

## Administrativ historik
Församlingen bildades 2007 genom en sammanslagning av Ramsele församling och Edsele församling och utgjorde då ett eget pastorat. Församlingen är sedan 2021 del av Sollefteå pastorat.

## Kyrkor
- Edsele kyrka
- Ramsele gamla kyrka
- Ramsele nya kyrka